# Michael Crowley
Michael Crowley (* um 1940) ist ein US-amerikanischer Dichter und Filmproduzent, der 1986 für einen Oscar nominiert war.

## Karriere
Crowley war auf dem College und arbeitete sodann jahrzehntelang als Englischlehrer an einer High School. In dieser Zeit gründete er eine Schülerzeitung mit Namen Tis Brillig. Er brachte auch ein Magazin namens Inkfish heraus, dabei handelt es sich um ein Magazin für „schlechtes Schreiben“. Sein Lieblingsgedicht, das er mit seinen Schülern teilte, trägt den Titel „A Martian Sends a Postcard Home“ (frei übersetzt: Ein Marsmensch schickt eine Postkarte nach Hause).
Crowley beschäftigte sich mit dem irischen Dichter William Butler Yeats, dessen Gedicht Circus Animal’s Desertion ihm besonders gut gefällt. Crowley schreibt seine eigenen Gedichte an ungewöhnlichen Orten, wie beispielsweise hinter dem Parkplatz von Dunkin’ Donuts in der Warwick Avenue, bei der Cranston Public Library, mit Blick auf den Providence River in Rhode Island, auf einem Parkplatz unweit der Broad Street, manchmal im Athenaeum und anderen ungewöhnlichen Orten. Crowleys Gedichte sind unter anderem in einer Literaturzeitschrift aus dem Jahr 1967 zu finden gemeinsam mit Gedichten von Aram Saroyan, Joseph Ceravolo und Clark Coolidge. Crowleys Arbeiten wechseln zwischen alten Liedern, Gedichten und sehr eigenen Formulierungen.
Gemeinsam mit seinem Freund Jim Wolpaw produzierte Crowley 1985 den Dokumentar-Kurzfilm Keats and His Nightingale: A Blind Date.  Beide Männer wurden für und mit diesem Film für einen Oscar nominiert, der jedoch an David Goodman und dessen Film Witness to War: Dr. Charlie Clements ging, in dem die Erlebnisse eines Piloten der US Air Force im Vietnamkrieg beschrieben werden. Keats and His Nightingale: A Blind Date beschäftigt sich mit dem britischen bereits mit 25 Jahren verstorbenen Dichter John Keats und dessen Werk.
Michael Crowley ist verheiratet und äußerte dazu, er sei zum Glück mit einer Person verheiratet, die alle seine Anspielungen verstehe.

## Auszeichnung
Academy Awards 1986
- Oscarnominierung für und mit Keats and His Nightingale: A Blinde Date in der Kategorie „Bester Dokumentar-Kurzfilm“ – gemeinsam mit Jim Wolpaw